# Communauté rurale de Thiénaba
La communauté rurale de Thiénaba est une communauté rurale du Sénégal située à l'ouest du pays. 
Elle fait partie de l'arrondissement de Thiénaba, du département de Thiès et de la région de Thiès.
Son chef-lieu est Thiénaba.